# Grimpa-soques menut
El  grimpa-soques menut (Xiphorhynchus fuscus) és una espècie d'ocell de la família dels furnàrids (Furnariidae) que habita els boscos de l'est i sud-est del Brasil, est del Paraguai i nord-est de l'Argentina.